# Acontia apatelia
Acontia apatelia là một loài bướm đêm trong họ Noctuidae.